# Christophe de Morlet
Christophe de Morlet   de Bruxelles,   mort le 25 décembre 1633, est un prélat belge du XVIIe siècle.

## Biographie
Né vers 1590 et ordonné prêtre le 21 septembre 1614, le 5 juin 1632,  Christophe Morlet, archidiacre de l'évêque Paul Boudot en 1620, confesseur des pénitentes dites capucines de Saint-Omer, doyen de l'église cathédrale de Saint-Omer en 1625, est nommé évêque par la gouvernante des Pays-Bas, Isabelle. Il est consacré le 26 septembre 1632 et meurt dès l’année suivante.

## Source
- Ressource relative à la religion :   - Catholic Hierarchy
- (en) Catholic Hierarchy.org: Christophe de Morlet